# 의주 남문
의주남문(義州南門)은 북한에서 지정한 보물 제10호이다. 의주군 의주읍에 위치하며 창건 연대는 확인되지 않고 있으나, 1613년(조선 광해군 5년)에 개조하고 한국전쟁때 의주시 폭격작전으로 파괴되어 하단부만 남아있는 것을 1957년과 1958년에 걸쳐서 완전 복구하였다. 정면 3칸(14.95m), 옆면 3칸(10.95m)의 3포식 2층 합각건물이다. 읍성의 출입문 중 하나로서 의주 읍성에는 4대문과 암문2개소 한 개의 연못과 43개의 우물이 있었으며, 현재 의주 남문만 남아 있고 성벽은 대체로 허물어졌다. 그러나 의주폭격작전당시 의주남문을 폭격한 것이 아닌 그 일대를 폭격하였는데, 파괴된 이유는 당시 폭격후 화재가 일어났고 이때 의주남문이 불탔다.

## 명칭
- 해동제일관(海東第一關) : 남문 정면(바깥쪽)에 걸린 편액의 이름이다.
- 장변루(壯邊樓) : 남문 안쪽에 걸려 있던 편액의 이름이다.
- 내훈루(來薰樓) : 현재 복원된 문의 해동제일관 편액 아래(1층)에 걸려 있는 편액의 이름이다.[2]

## 같이 보기
- 의주읍성
- 안윤덕